# Robert Brett (homme politique canadien)
Pour les articles homonymes, voir Robert Brett et Brett.
Robert George Brett  (16 novembre 1851-16 septembre 1929) est un médecin et un homme politique provincial canadien des Territoires du Nord-Ouest et de l'Alberta. Il est le second lieutenant-gouverneur de 1915 à 1925.

## Biographie
Né à dans la ferme familiale près de Strathroy dans la région de London en Ontario, il est l'aîné d'une famille de quatre enfants issue de l'union de son père James Brett et son épouse Catherine Mallon. Il se maria le 26 juin 1878 à une femme dénommée Louise Theodora Hungerford qui mourrut en 1935.
Étudiant à la Strathroy Grammar School et à l'Université de Toronto, il en sort avec un doctorat en médecine. Il part ensuite pratiquer à New York, Philadelphie et à partir de 1894 à Vienne en Autriche.

## Carrière médicale
En 1874, il pratique dans la localité d'Arkona (en) en Ontario, où il sert également comme reeve.
En 1883, il déménage à Banff dans le district d'Alberta où il travaille au Banff Sanitarium qu'il a contribué à fonder. Il sert ensuite comme chirurgien à la Brett Hospital de Banff.
Il devient par la suite un ardent défenseur de l'établissement d'une licence pour la pratique de la profession de médecin dans l'ouest canadien dès 1909.

## Carrière politique
En 1888, il est élu à l'Assemblée législative des Territoires du Nord-Ouest dans le district de Red Deer. Alors en déplacement dans le centre du Canada, sa nomination de facto à titre de président du conseil du conseil du lieutenant-gouverneur (Lieutenant-Governor's Advisory Council) sans qu'il en soit au courant. S'entame alors une rivalité avec un autre membre du conseil, Frederick Haultain. Compte tenu du peu du rôle limité du conseil, Brett et plusieurs autres membres démissionnent entre octobre et novembre 1889.
De retour à l'Assemblée législative à la suite des élections de 1891 (en) alors qu'il est élu par acclamation dans Banff (en), il est réélu en 1894 (en).
En 1898, il devient chef de l'opposition officielle à une période où les partis politiques font leurs apparitions.
Opposé à Arthur Lewis Sifton lors des élections de 1898 (en), il est initialement défait par 36 voix lors du premier comptage, mais le recomptage le fait gagnant par 2 voix. Sifton décide alors de contester la décision prétextant des irrégularités et l'article 106 de la The Territories Elections Ordinance. Le juge Charles Rouleau confirmant alors l'élection de Brett, Sifton décide de faire appel de la décision et ceci conduit à l'organisation d'une élection partielle en juin 1899. Sifton est alors élu par une majorité confortable. Une anecdote liée à cette élection mentionne qu'alors que Brett est en retard et que Sifton avait déjà prononcé son discours, celui-ci propose d'également faire celui de Brett puisqu'il l'a régulièrement entendu. Brett arrivant et faisant quasi identique, il s'étonne alors de l'amusement du public,.
Initialement candidat en 1902, il se retire précipitamment ce qui nuit au Parti libéral des Territoires du Nord-Ouest (en).
À la suite de la création de l'Alberta en 1905, Brett se porte candidat conservateur dans Banff (en), mais il est défait par le libéral et futur président (en) de l'Assemblée législative de l'Alberta, Charles W. Fisher. Devenu président du parti conservateur en 1909, il se présente dans la nouvelle circonscription de Cochrane (en), mais est à nouveau défait par Fisher.

## Lieutenant-gouverneur de l'Alberta
En octobre 1915, il devient le second lieutenant-gouverneur de l'Alberta par une nomination de Arthur de Connaught et Strathearn sous avis du premier ministre fédéral Robert Borden. Il est renommé pour un second mandat en décembre 1920.
En 1918, le premier ministre Charles Stewart demande à Brett de procéder au renvoi du procureur général Charles Wilson Cross puisque ce dernier avait refusé de remettre sa démission et qu'il tentait de trouver un compromis. Après 12 jours sans obtenir de réponse de Cross, Brett signe un décret en conseil retirant Cross du cabinet. Il s'agit alors de la première fois qu'un lieutenant-gouverneur albertain procède au retrait d'un membre du conseil des ministres.
William Egbert (en) succède à Brett lorsque son mandat arrive à terme en octobre 1925.

## Honneurs
- Brett reçoit un doctorat honorifique en droit de l'Université de l'Alberta en 1915.
- Un parc est nommé Robert Brett Park à Edmonton.
- Le trophée Brett du Banff Curling Club que Brett a contribué à fonder en 1900.
- Le mont Brett (en) au sud-ouest de Banff.
- Un ortrait de sa personne peint par Victor Albert Long se trouve toujours dans l'édificde de l'Assemblée législative d'Edmonton[2].